# Předseda Národního shromáždění Jižní Koreje
Předseda Národního shromáždění Jižní Koreje (korejsky 대한민국 국회의장 Tehanminguk Kukhweuidžang) je hlavou Národního shromáždění Jižní Koreje. Je volen tajným hlasováním v Národním shromážděním většinovým volebním systémem. Funkční období jsou 2 roky. Předseda nemůže být stálým členem shromáždění a vzhledem k novele zákona o Národním shromáždění v březnu 2002 nemůže být ve svém funkčním období členem politické strany. 

## Povinnosti
Předseda zastupuje Národní shromáždění, udržuje pořádek a dohlíží na hlasování.

## Zajímavosti
- I Hjo-sang byl nejdéle sloužícím předsedou NS. (od 17. 12. 1963 do 30. 6. 1971) (7 let, 195 dní)
- Během svého funkčního období abdikovali čtyři předsedové NS: Kwak Sang-hun, Pek Tu-džin, Pak Čun-kju a Pak Hui-tche.
- Jediným předsedou NS, který zemřel ve funkci, byl I Ki-bong.
- Nejmladším předsedou NS byl Šin Ik-hui. (54 let, v době inaugurace)
- Nejstarším předsedou NS je Kim Čin-pchjo.(75 let, v době inaugurace)
- Jediným předsedou NS, který se později stal i prezidentem byl I Sung-man.[pozn. 1]
- Pak Čun-kju je jediným předsedou NS, který byl celkem zvolen třikrát.
- Čong Se-kjun je jediným předsedou NS, který byl později zvolen premiérem.